# Rundumverteidigung

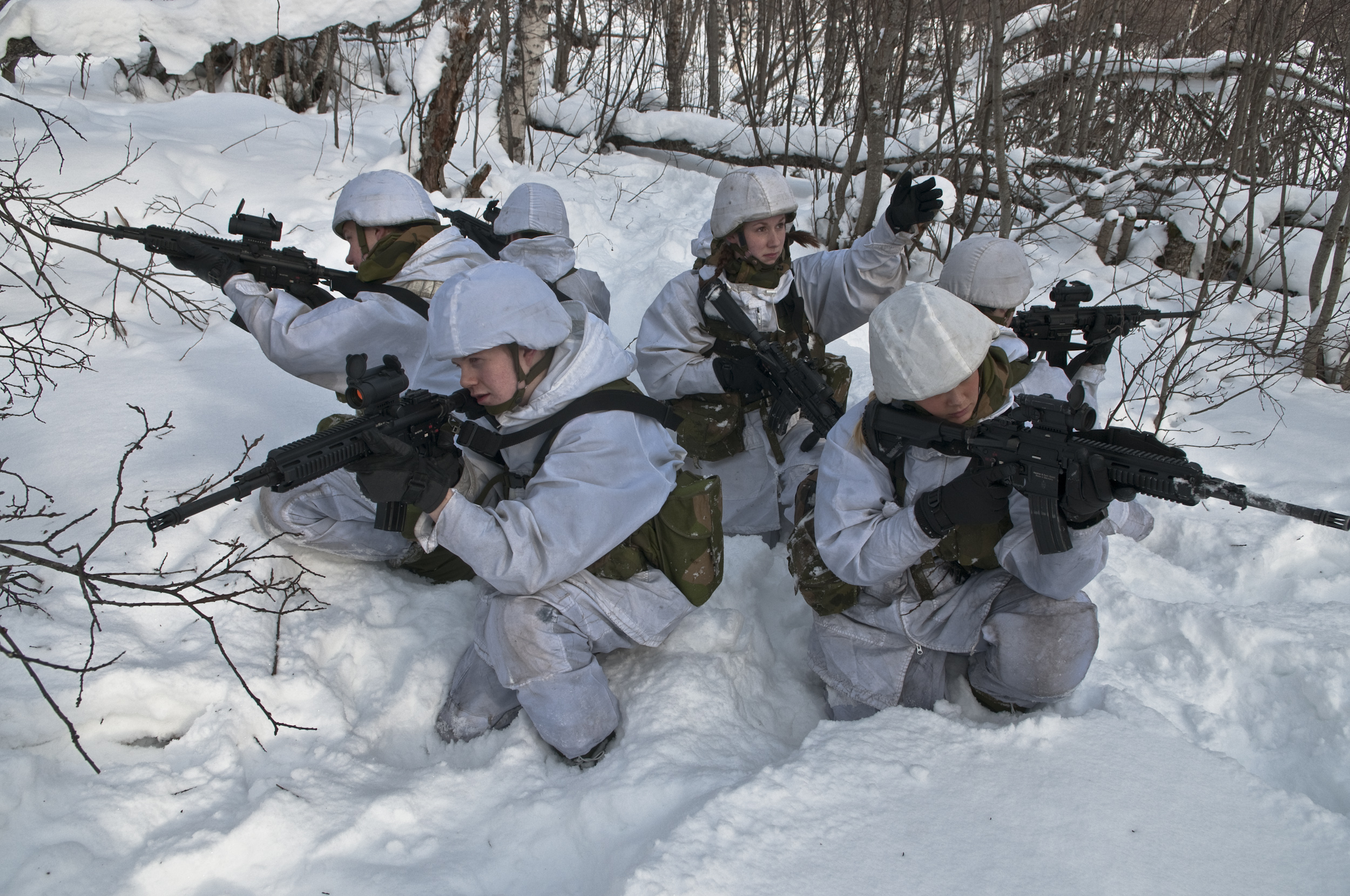
Soldaten in Rundumverteidigung

Rundumverteidigung bedeutet in der Gefechtsführung das Absichern in alle Himmelsrichtungen. Dazu werden je nach Taktik unterschiedliche Positionen eingenommen. Während Reglements des 18. Jahrhunderts noch „Karrees zur Rundumverteidigung“ vorsahen, verteilen sich die Soldaten des 21. Jahrhunderts unter optimaler Deckungsnutzung im Gelände, aber nur so weit, dass die Soldaten noch Sichtverbindung halten können. So sichern die Soldaten vom Zentrum des aufgesplitterten Trupps nach außen hin gegen Feindeinwirkung.
Moderne Kampfpanzer haben elektronische Konzepte der Rundumverteidigung; ein Beispiel ist das MUSS.